# Jeltzale
 (signalé en juillet 2025).
Si vous disposez d'ouvrages ou d'articles de référence ou si vous connaissez des sites web de qualité traitant du thème abordé ici, merci de compléter l'article en donnant les références utiles à sa vérifiabilité et en les liant à la section « Notes et références ».
- Archive Wikiwix
- Bing
- Cairn
- DuckDuckGo
- E. Universalis
- Gallica
- Google
- G. Books
- G. News
- G. Scholar
- Persée
- Qwant
- (zh) Baidu
- (ru) Yandex
- (wd) trouver des œuvres sur Wikidata

Jeltzale, ou Jeltzaleak, désigne en basque les militants d'EAJ-PNB-Euzko Alderdi Jeltzalea – Parti Nationaliste Basque. Littéralement, il s'agit des partisans (zaleak) du JEL. Il s'agit de l'acronyme de la devise «  », « Dieu et la Loi coutumière ». Cette devise a été conçue par Sabino Arana Goiri, le fondateur du Parti nationaliste basque, en 1895[réf. nécessaire]. Le JEL est inspiré de la devise carliste : « Pour Dieu, pour la patrie et le roi ». Le drapeau basque, « l'ikurriña » créé par les frères Arana Goiri, est la version graphique du JEL. Le peuple (fond rouge) vit selon la loi coutumière (croix verte de St André) elle-même soumise à la loi catholique (croix blanche chrétienne)[réf. nécessaire]. Depuis 1977 et sa sortie de la clandestinité, EAJ-PNB est devenu un parti aconfessionnel, non lié à une religion. Le Jeltzale est à la fois abertzale, le Pays basque est une nation « Euzkadi » et humaniste, il est ouvert à toute personne quelle que soit son origine.